# YOUR SONG IS GOOD (アルバム)
『YOUR SONG IS GOOD』（ユアソングイズグッド）は、2004年10月6日に発売された日本のオルガン器楽曲バンド、YOUR SONG IS GOODの1枚目のアルバム。発売元はカクバリズム。

## 解説
YOUR SONG IS GOODの結成から7年目にして初のフルアルバムである。当時、バンドメンバーのほぼ全員が働きながら活動していたため、3ヶ月の制作期間をかけて作られ、制作の過程でライブアルバム的な作りがコンセプトとなっている。当時のバンドが好きな音楽からインスピレーションを受けたものとバンドが出来ることをすべて詰め込んだことから、タイトルにはバンド名が冠された。ジャケットは、プラスチックケースを用いず、紙製が用いられ、ジャケットはヨシザワがデザインした。リリースされると、当時盛り上がり始めていたインストシーンとの連動もあり、下北沢SHELTERで行われたレコ発ライブで、チケットが完売するほどの反響が寄せられた。その後も、これまでバンドがリリースした音源の中でも好セールスであったが、2008年頃に廃盤。1年の空白を置き、2009年11月25日に再発された。

## 収録内容

### CD
1. "2,4,6,6,1,64" Number
[Words&Music:サイトウ"JxJx"ジュン]（2:17）[2]
バンドの自己紹介の曲である。
ライブの1曲目として、よく演奏されている。
この自己紹介の曲はこの後、ミニアルバム『FEVER』、2ndアルバム『HOT!HOT!HOT!HOT!HOT!HOT!』へとつながっている。
なお、"2,4,6,6,1,64"とはメンバーそれぞれの楽器にまつわる数字である。（2:ドラムス（スティックが2本）、4:ベース（4弦）、6:ギター（6弦）、1:トロンボーン（ベルは1つ）、64:オルガン（64鍵盤））
2. SPLASH
[Music:ヨシザワ"モ～リス"マサトモ]（4:08）[2]
作られた当初は、ザ・セレクターに影響をうけた「タイトゥンアップスカナンバーにマンボを混ぜた」ものだったが、その後、SABUの「JAZZ ESPAGNOLE」の影響により、現在のバージョンになった。
3. LOVE GENERAION
[Music:シライシ"シライシ"コウジ]（3:40）[2]
1st7inchEP「BIG STOMACH, BIG MOUTH/LOVE GENERATION」に収録された曲をリアレンジしたもの。
リリース当時のバンドでは珍しいマイナーチューンの曲であった。
4. YAKINIKU MADNESS(mono)
[Words&Music:サイトウ"JxJx"ジュン]（2：59）[2]
モノラルミックスが施されているため、タイトルには(mono)と付いている。
5. GOOD LOOKIN'
[Words&Music:ヨシザワ"モ～リス"マサトモ]（5：20）[2]
WHAM!の「クラブ・トロピカーナ」に影響を受けたものである。
ライブでは定番曲である。
6. LOCOMOTION
[Words&Music:シライシ"シライシ"コウジ]（3:23）[2]
後にイルリメにより、ラップが乗せられる。
7. DO THE JxJx
[Words:ヨシザワ"モ～リス"マサトモ Music:サイトウ"JxJx"ジュン, ヨシザワ"モ～リス"マサトモ]（0:54）[2]
YOUR SONG IS GOODの「はじめてのチャチャチャ」。
サイトウ以外がパーカッションを演奏している。
ちなみに、兄弟曲として「DO THE MAURICE」がある。
8. SHORT CAKE pt.4
[Music:ヨシザワ"モ～リス"マサトモ]（4:55）[2]
9. LOVELY YELLOW
[Words&Music:ヨシザワ"モ～リス"マサトモ]（2：28）[2]
10. GOOD BYE
[Words:ヨシザワ"モ～リス"マサトモ Music:サイトウ"JxJx"ジュン]（3:53）[2]
2nd7inchEP「GOOD BYE/KA CUBA」に収録された曲のリアレンジバージョン。1970年代のジャンプアップなカリプソを意識したアレンジに仕上げられている。
ライブでは定番であり、終盤に演奏されることが多い。
11. SHINYURIGAOKA 3A.M.
[Music:サイトウ"JxJx"ジュン]（3:16）[2]
YOUR SONG IS GOOD初の口笛チューン（ただし、ライブではオルガンで演奏される）。
サイトウ曰く、「結婚式くらいでしか演らない曲」である。
12. UP!UP!
[Words&Music:サイトウ"JxJx"ジュン]（2:55）[2]
サイトウが曲作りに行き詰まっていた時に思いついた曲である。
13. WALKIN' WALKIN'
[Words&Music:ヨシザワ"モ～リス"マサトモ]（5:05）[2]
YOUR SONG IS GOOD初の唄モノカリプソナンバー。
当初は、インストスカチューンだったが、スローサンバのアレンジを経て、このアレンジとなった。
ライブでは定番曲として演奏される。
14. THE OUTRO
[Music:YOUR SONG IS GOOD]（0:47）[2]
ライブで最後に必ず演奏される曲。
「最後の最後にだめ押しチューン」。